# تشارلز رولاند بيري
تشارلز رولاند بيري (بالإنجليزية: Charles Roland Berry)‏ هو ملحن أمريكي، ولد في 1957.

## وصلات خارجية
- تشارلز رولاند بيري على موقع IMDb (الإنجليزية)
- تشارلز رولاند بيري على موقع ميوزك برينز (الإنجليزية)